# Morriskanalen

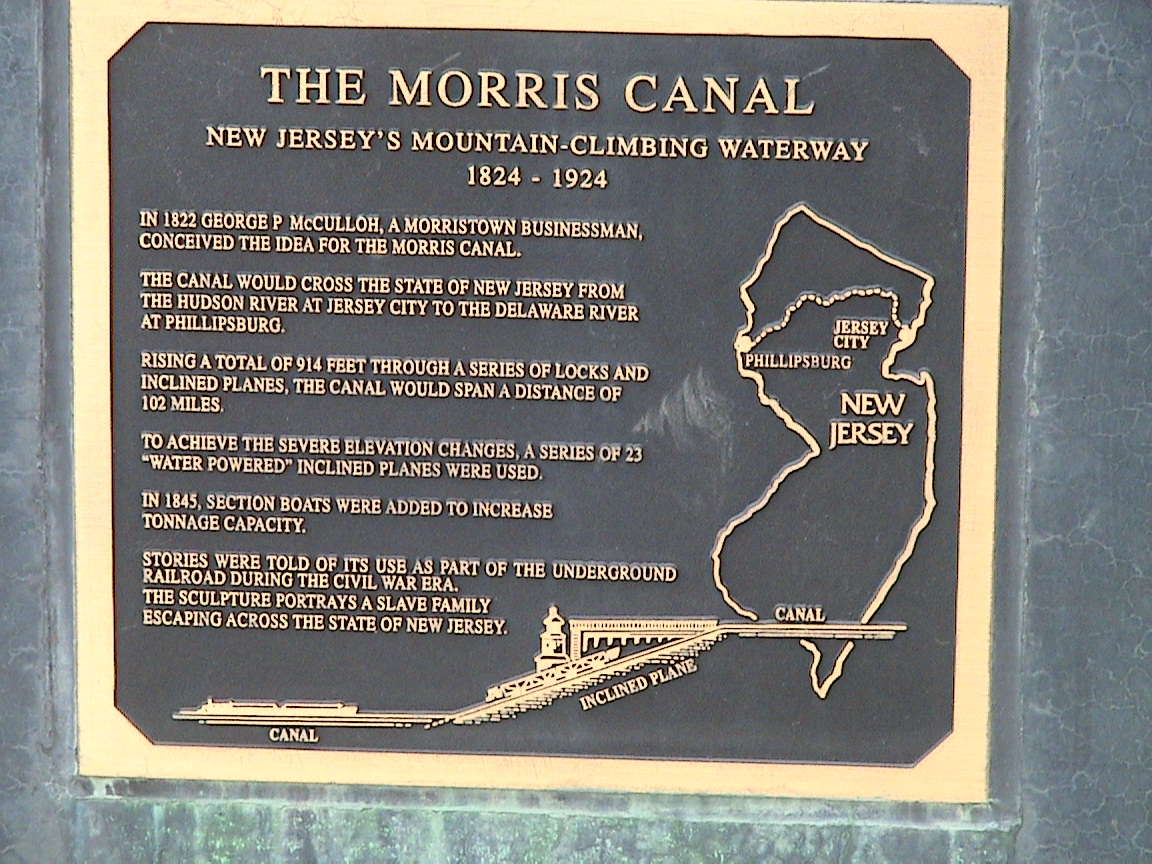
Minnesskylt i Jersey City.

Morriskanalen var en 164 kilometer lång kanal för varutransport genom norra New Jersey, USA, mellan Phillipsburg vid Delawarefloden och Jersey City vid Hudsonflodens mynningsvik. Kanalen var i drift mellan 1831 och 1924. 

## Sträckning och Historik
Kanalen bestod av två delar: Den längre, västra delen, mellan Phillipsburg och Newark färdigställdes 1831 och övervann stora höjdskillnader: Högsta punkten, Hopatcongsjön som tillförde mycket av kanalens vatten, ligger 279 meter ovanför utloppet vid Newark/Jersey City och 232 meter ovanför lågvattenytan i Phillipsburg. Kanalen hade ganska få slussar, istället byggdes båtlyft drivna av vattenkraft. Man använde mulor som dragdjur.
Den kortare, östra delen som korsade Bergen Neck-halvön mellan Newark och Jersey City och färdigställdes 1836, var en flack saltvattenkanal vars slussar fyllde på kanalen vid högvatten.
Kanalen forslade lokalt bruten järnmalm till masugnarna i östra Pennsylvania och förbättrades under de följande decennierna. Från år 1860 kunde båtar med en vikt av 68 ton passera kanalen. År 1866 nåddes en höjdpunkt då kanalen transporterade över 800'000 ton gods. Därefter blev konkurrensen från järnvägen för svår och 1915 slutade man med kommersiella transporter. 1922 övertogs kanalen av staten New Jersey som 1924 beslöt att avsluta driften och förstöra konstruktionen. År 1929 var nedläggningen avslutad. 

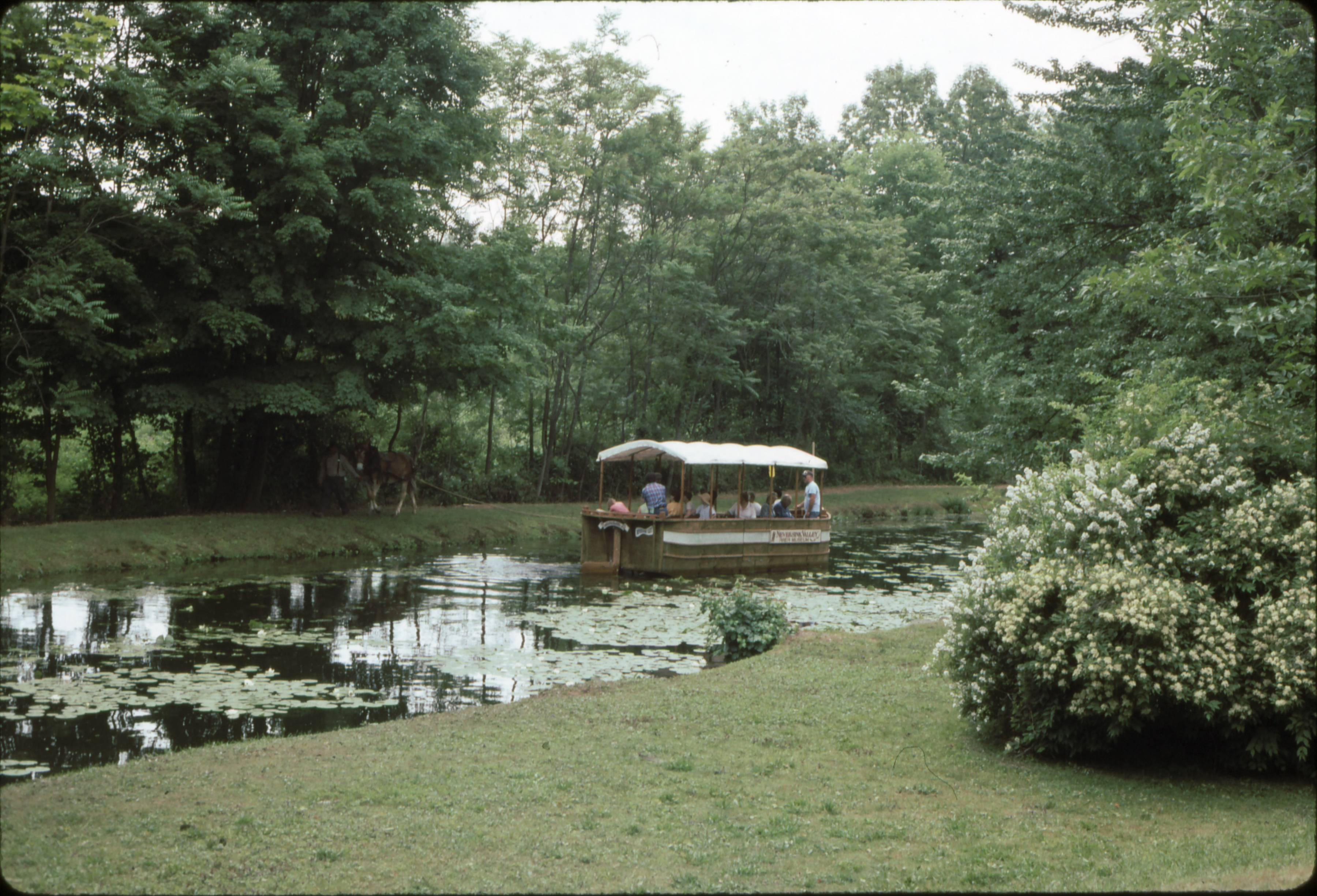
En mula drar en båt på en bevarad del av Morriskanalen vid Waterloo Village, 1998.

## Bevarade delar
The Canal Society of New Jersey driver ett museum vid kanalen i Waterloo Village, nära Stanhope NJ där byggnader och anläggningar bevarats eller återskapats.